# Giải Kyoto
Giải Kyoto (京都賞 Kyōto-shō, Kinh Đô thưởng) là một giải thưởng hàng năm của Quỹ Inamori, do Inamori Kazuo thành lập từ năm 1985. Đây là một giải thưởng của Nhật Bản có mục đích tương tự như giải Nobel, là nhìn nhận các công trình xuất sắc trong các lãnh vực Triết học, Nghệ thuật, Khoa học và Công nghệ. Giải không chỉ trao cho những người đại diện hàng đầu trong từng lãnh vực riêng nói trên, mà còn trao cho các người có đóng góp vào mục tiêu nhân đạo trong các công trình của mình.
Các giải gồm các thể loại: Giải Kyoto Công nghệ tiên tiến, Giải Kyoto Khoa học cơ bản và Giải Kyoto Nghệ thuật và Triết học. Trong mỗi thể loại lớn, giải lại chia luân phiên cho các lãnh vực nhỏ, ví dụ "Giải Công nghệ tiên tiến" được chia luân phiên các ngành điện tử học, công nghệ Sinh học, Khoa học Vật liệu và Công trình và Khoa học thông tin.
Giải được tặng vốn 50 triệu yen và cổ phần của Công ty cổ phần Kyocera. 
Giải này có uy tín lớn vì nó bao trùm các lãnh vực thường nằm ngoài các giải Nobel.

## Danh sách người đoạt giải
Dưới đây là danh sách các người đoạt giải

## Các Khoa học cơ bản

### Sinh học
- 1986: George Evelyn Hutchinson (Mĩ, 1903 - 1991)
- 1990: Jane Goodall (Anh, 1934)
- 1993: William Donald Hamilton (Anh, 1936 - 2000)
- 1997: Daniel Hunt Janzen (Mĩ, 1939)
- 2001: John Maynard Smith (Anh, 1920 - 2004)
- 2005: Simon Asher Levin (Mĩ, 1941)
- 2009: Peter Grant (Anh, 1936) & Rosemary Grant (Anh, 1936)
- 2013: Masatosi Nei (Hoa Kỳ)

### Toán học
- 1985: Claude Elwood Shannon (Mĩ, 1916 - 2001)
- 1989: Izrail Moiseevich Gelfand (Nga, 1913)
- 1994: André Weil (Pháp, 1906 - 1998)
- 1998: Itō Kiyoshi (Nhật, 1915)
- 2002: Mikhail Gromov (Pháp, 1943)
- 2006: Akaike Hirotugu (Nhật, 1927)
- 2010: Lasló Lovász (Hungary)
- 2014: Edward Witten (Hoa Kỳ)

### Khoa học Trái Đất và Hành tinh, Thiên văn học và Vật lý thiên thể
- 1987: Jan Hendrik Oort (Hà Lan, 1900 - 1992)
- 1991: Edward Norton Lorenz (Mĩ, 1917 - 2008)
- 1995: Hayashi Chūshirō (Nhật, 1920)
- 1999: Walter Heinrich Munk (Mĩ, 1917)
- 2003: Eugene Newman Parker (Mĩ, 1927)
- 2007: Kanamori Hiroo (Nhật, 1936)
- 2011: Rashid Alievich Sunyaev (Nga/Đức)

### Khoa học đời sống
- 1992: Nishizuka Yasutomi (Nhật, 1932 - 2004)
- 1996: Mario Renato Capecchi (Mĩ, 1937)
- 2000: Walter Jakob Gehring (Thụy Sĩ, 1939)
- 2004: Alfred G. Knudson (Mĩ, 1922)
- 2008: Anthony James Pawson (Canada / Anh, 1952)
- 2012: Yoshinori Ohsumi (Nhật Bản)

### Khoa học nhận thức
- 1988: Avram Noam Chomsky (Mĩ, 1928)

## Công nghệ tiên tiến

### Điện tử
- 1985: Rudolf Emil Kalman (Mĩ, 1930)
- 1989: Amos E. Joel, Jr. (Mĩ, 1918)
- 1993: Jack St. Clair Kilby (Mĩ, 1923 - 2005)
- 1997: Federico Faggin (Ý, 1941), Stanley Mazor (Mĩ, 1941), Marcian Edward Hoff Jr. (Mĩ, 1937), Shima Masatoshi (Nhật, 1943)
- 2001: Zhores Ivanovich Alferov (Nga, 1930), Hayashi Izuo (Nhật, 1922), Morton B. Panish (Mĩ, 1929)
- 2005: George H. Heilmeier (Mĩ, 1936)
- 2009: Akasaki Isamu (Nhật, 1929)
- 2013: Robert Heath Dennard (Hoa Kỳ)

### Công nghệ Sinh học và Công nghệ Y học
- 1986: Nicole Marthe Le Douarin (Pháp, 1930)
- 1990: Sydney Brenner (Anh, 1927)
- 1994: Paul Christian Lauterbur (Mĩ, 1929 - 2007)
- 1998: Kurt Wüthrich (Thụy Sĩ, 1938)
- 2002: Leroy Edward Hood (Mĩ, 1938)
- 2006: Leonard Herzenberg (Mĩ, 1931)
- 2010: Yamanaka Shin'ya (Nhật Bản, 1962)
- 2014: Robert Samuel Langer (Hoa Kỳ)

### Khoa học vật liệu và Công trình
- 1987: Morris Cohen (Mĩ, 1911 - 2005)
- 1991: Michael Szwarc (Mĩ, 1909 - 2000)
- 1995: George William Gray (Anh, 1926)
- 1999: W. David Kingery (Mĩ, 1926 - 2000)
- 2003: George McClelland Whitesides (Mĩ, 1939)
- 2007: Inokuchi Hiroo (Nhật, 1927)
- 2011: John Werner Cahn (Hoa Kỳ)

### Khoa học thông tin
- 1988: John McCarthy (Mĩ, 1927)
- 1992: Maurice Vincent Wilkes (Anh, 1913)
- 1996: Donald Ervin Knuth (Mĩ, 1938)
- 2000: Sir Antony Hoare (Anh, 1934)
- 2004: Alan Curtis Kay (Mĩ, 1940)
- 2008: Richard M. Karp (Mĩ, 1935)
- 2012: Ivan Edward Sutherland (Hoa Kỳ)

## Nghệ thuật và Triết học

### Âm nhạc
- 1985: Olivier Messiaen (Pháp, 1908 - 1992)
- 1989: John Cage (Mĩ, 1912 - 1992)
- 1993: Witold Lutosławski (Ba Lan, 1913 - 1994)
- 1997: Iannis Xenakis (Pháp, 1922 - 2001)
- 2001: György Ligeti (Áo, 1923-2006)
- 2005: Nikolaus Harnoncourt (Áo, 1929)
- 2009: Pierre Boulez (Pháp, 1925)
- 2013: Cecil Taylor (Hoa Kỳ)

### Nghệ thuật
- 1986: Noguchi Isamu (Mĩ, 1904 - 1998)
- 1990: Renzo Piano (Ý, 1937)
- 1995: Roy Lichtenstein (Mĩ, 1923 - 1997)
- 1998: Nam June Paik (Mĩ, 1932 - 2006)
- 2002: Ando Tadao (Nhật, 1941)
- 2006: Miyake Issey (Nhật, 1938)
- 2010: Wlliam Kentridge (Nam Phi)
- 2014: Fukumi Shimura (Nhất Bản)

### Sân khấu, Điện ảnh
- 1987: Andrzej Wajda (Ba Lan, 1926)
- 1991: Peter Stephen Paul Brook (Anh, 1925)
- 1994: Kurosawa Akira (Nhật, 1910 - 1998)
- 1999: Maurice Béjart (Pháp, 1927)
- 2003: Yoshida Tamao (Nhật, 1919)
- 2007: Pina Bausch (Đức, 1940)
- 2011: Tamasaburo Bando V (Nhật Bản)

### Tư tưởng và Đạo đức học
- 1988: Paul Thieme (Đức, 1905 - 2001)
- 1992: Karl Raimund Popper (Anh, 1902 - 1994)
- 1996: Willard Van Orman Quine (Mĩ, 1908 - 2000)
- 2000: Paul Ricœur (Pháp, 1913 - 2005)
- 2004: Jürgen Habermas (Đức, 1929)
- 2008: Charles Margrave Taylor (Canada, 1931)
- 2012: Gayatri Chakravorty Spivak (Ấn Độ)